# Influence du jaïnisme en Inde

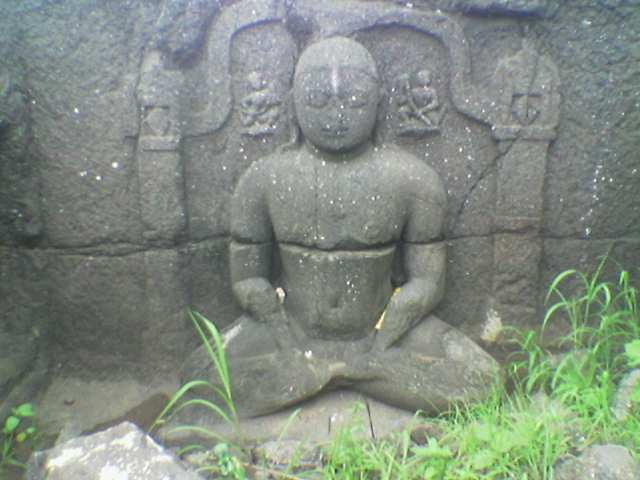
Sculpture de Mahâvîra dans le Maharastra en Inde.

 (novembre 2006).
L'influence du jaïnisme en Inde fait référence au rôle que joue le jaïnisme dans la vie sociale et les questions sociales en Inde. Il s'agit en particulier des questions d'égalité, de liberté religieuse, d'émancipation des femmes, de non-violence, de tolérance et de bien-être des individus. Cela est dû avant tout à l'action et à la prédication de Mahâvira, le fondateur du jaïnisme VIe siècle av. J.-C., qui ont laissé une trace profonde dans la société indienne.

## Généralités
Afin de trouver une solution à un certain nombre de problèmes particulièrement néfastes de son temps, Mahâvîra a engagé plusieurs actions sur le plan social. Après avoir connu l'éveil, à l'âge de quarante-deux ans, il sillonna inlassablement Maghada pendant trente ans, rencontrant ainsi de très nombreuses personnes issues des milieux urbains, tribaux et ruraux, auxquelles il enseigna prêcha les principes et les règles de conduite du jaïnisme.
Il eut, par sa personnalité et par ses prédications, une grande influence sur toutes les couches de la société indienne, et surtout sur celles qui étaient opprimées. En plus de révéler la voie de la libération (moksha) à laquelle ses auditeurs aspiraient, il leur exposa les moyens véritables grâce auxquels tous, sans distinction de caste ou de statut, pouvaient atteindre cet objectif.
La foule vint à lui en nombre, attirée par son charisme, sa philosophie et sa morale, à quoi s'ajoutaient la sincérité de ses intentions et le chemin spirituel qu'il proposait. Les adhésions au jaïnisme furent nombreuses, soit en tant que laïcs soit en tant qu'ascètes. Mahâvîra a ainsi prêché et développé un nouvel ordre social qui allait modifier profondément la vie des adeptes. Les penseurs et précepteurs jaïna, les Acharya, continuèrent à défendre par la suite cette politique sociale dont les différents points sont ceux abordés ci-dessous.

## L'instauration de l'égalité sociale entre les hommes
Sur le plan social, la contribution la plus importante de Mahâvîra a été celle de l'instauration de l'égalité entre les quatre classes (varna), qui existaient dans la société indienne. Il y est parvenu, en organisant ses très nombreux disciples en un ordre unique, tout à fait différent de l'ordre brahmanique de l'époque.
La société védique était alors composée de quatre classes: celle des Brahmanes (brâhmana), celle des guerriers (kshatriya), celle des paysans (vaishya), et celle des serfs (shûdra) qui, disait-on, provenait respectivement de la bouche, des bras, des cuisses et des pieds de Brahman, le Créateur. Ces membres, prétendus à l'origine des quatre divisions, et l'ordre dans lequel ils étaient donnés, indiquaient le statut des gens, dans la société. Le fait que ces classes étaient dites d'origine divine pouvait laisser croire qu'elles étaient très anciennes et bien définies. En fait, celles-ci étaient non seulement distinctes et séparées, mais elles furent, aussi, plus tard, affectées d'un esprit de rivalité entre elles.
Dès le début du Rig Veda, la profession de Brahmane commençait à revendiquer, pour elle, des droits supérieurs ou de caractère sacré, et a instauré des règles différentes pour les différentes classes. Ces prérogatives de la caste sacerdotale créaient des clivages dans la société. Les kshatriya occupaient une position proche de celle des Brahmanes. Les paysans et les serfs étaient, eux, fort peu considérés - bien que majoritaires, par rapport aux autres. Ainsi, à cette époque, la société était complètement figée, en ce sens qu'une importance extraordinaire était donnée aux Brahmanes et que personne n'était autorisé à changer de classe, celle-ci dépendant de la naissance. Mahâvîra et les Âchârya jaïns ensuite, manifestèrent leur opposition à ces dispositions injustes, basées sur une supposée inégalité originelle, et sur une large discrimination sociale. Certes, Mahâvîra reconnut la division de la société en quatre classes, mais il basa celles-ci sur les activités exercées par les gens, et non sur leur naissance. Il donna une liberté totale et entière à chacun et à tous, y compris aux femmes et aux serfs, d'observer les pratiques religieuses communes, et il les admit dans son ordre, sans distinction. Le jaïnisme ouvrit ainsi ses portes à tous, laïcs hommes et femmes, ascètes hommes et femmes, avec la possibilité pour eux de pratiquer la religion suivant leurs capacités.
La société voulue et souhaitée par Mahâvîra et par les Âchârya jaïna fut une société où les classes ne seraient plus héréditaires, avec des cloisonnements étanches entre elles, mais où chacun aurait la possibilité d'en changer, selon ses aptitudes. Dans cette société, toutes les classes seraient uniquement considérées comme des modes de vie, et une grande place serait donnée aux personnes. Il n'y aurait plus d'endroit où quelqu'un serait dégradé ou oublié, car chacun serait libre d'exercer la profession qu'il voudrait et d'observer les mêmes rites et les mêmes pratiques religieuses que les autres.
Cette conception de la société eut un impact immense. Le principe de l'égalité des classes était affirmé, la mobilité entre elles rendue possible, et le critère de la naissance, pour l'appartenance de celle-ci, totalement abandonné.
Cela eut un effet salutaire sur les conditions d'existence des hors-classes (des intouchables) qui, jusque-là, étaient totalement privés d'instruction, sans aucun droit, soumis à des traitements infects, affectés aux tâches les plus basses de la société indienne, et totalement écartés des pratiques religieuses. Des restrictions nombreuses étaient aussi mises à leurs mouvements et à leurs façons de vivre. Mahâvîra fut, par ses enseignements, une grande consolation pour eux.
Les résultats des prises de positions jaïna furent l'instauration d'un statut social pour les opprimés, un changement d'attitude envers les « non-aryens » et les masses populaires, et une opposition progressive à la poursuite de la pratique de l'esclavage, sous toutes ses formes.

## L'affirmation de l'indépendance des individus face à la domination des prêtres
Après l'affirmation de l'égalité sociale, Mahâvîra et les Âchârya jaïna mirent sérieusement en cause la position privilégiée des Brahmanes. Depuis les temps védiques (à partir de 1500 av. J.-C.), leurs prêtres jouissaient d'un statut social élevé, de privilèges politiques, de concessions économiques, et de facilité religieuses, par rapport aux autres classes. Avec leur situation avantagée, ils avaient l'habitude d'occuper des positions élevées dans la société, et ils en profitaient pour exploiter les masses, dans plusieurs domaines, notamment dans le domaine religieux, qui revêtait pour les gens une grande importance.
Mahâvîra lança une attaque énergique et vigoureuse contre cette caste et contre ces pratiques ingénieuses pour exploiter le peuple. En même temps, il facilita l'accès des gens du commun à sa religion et il donna à chacun, sans considération de classe, d'égales facilités pour sa pratique. Il assura que le salut, qui est le but principal de la vie, pouvait être obtenu en observant les règles de conduite prescrites par la doctrine, et non par toutes sortes de sacrifices, effectués par les prêtres.
Cette approche pratique et morale de la religion, exprimée avec force par Mahâvîra, affranchit les gens de la domination des prêtres, les rendit indépendants d'eux et créa dans la masse un sentiment de confiance en soi. En s'élevant contre ceux qui exploitaient les individus, en les maintenant dans l'ignorance et totalement dépendants de leurs faveurs, il parvint à réduire considérablement leur influence.
L'opposition de Mahâvîra se limita, toutefois, à la caste des prêtres. Elle ne visa pas tous les Brahmanes, car il apprécia toujours leurs qualités intellectuelles. Il en admit de nombreux dans la religion jaïna. Plusieurs entrèrent dans son ordre ascétique, et il choisit même le maître brahmane le plus instruit, Indrabhûti Gautama, comme premier apôtre, ou principal disciple (ganadhara).
On peut ajouter, à ce sujet, que Mahâvîra fit son premier sermon (upadeça) soixante-six jours après avoir atteint l'omniscience et seulement après avoir obtenu la collaboration d'Indrabhûti Gautama pour traduire correctement ses paroles au peuple qui l'écoutait. Ainsi, il montra toujours de la considération pour l'éducation et pour la science des Brahmanes, mais il s'attaqua vigoureusement à la domination de leurs prêtres.

## L'émancipation religieuse des femmes
Une autre influence particulière de Mahâvîra et des Âchârya jaïna, sur le plan social, concerne l'élévation du statut des femmes indiennes. Durant la dernière partie de la période védique, elles avaient été réduites à un statut pratiquement identique à celui des intouchables. Comme eux, elles n'avaient pas le droit de pratiquer une religion, ni d'être admises dans un  ordre religieux de laïcs ou d'ascètes. Elles étaient considérées comme non concernées par les textes sacrés.

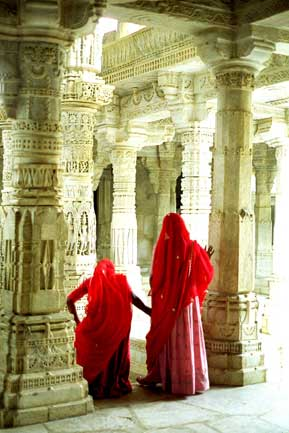
femmes jaïna, d'origine tribale, au temple de Ranakpur

Dans de nombreux passages des écritures védiques, les femmes sont dépeintes comme des êtres néfastes, et il est demandé d'éviter de les regarder, de même que les intouchables, les cadavres, etc. N'ayant pratiquement aucune place dans la vie religieuse, elles étaient alors négligées et déconsidérées.
Avec Mahâvîra, la basse condition des femmes indiennes fut modifiée, radicalement, et de diverses façons. Il supprima les nombreuses restrictions qui leur étaient imposées, spécialement en matière de pratique religieuse, et il ne fit aucune distinction entre les hommes et elles, dans l'observation de sa foi. Dans celle-ci, les règles de conduite sont exactement identiques, pour les hommes et pour les femmes. Il en est de même pour l'étude des textes sacrés, l'observance des devoirs quotidiens, la pratique des vœux, l'entrée dans les ordres ascétiques, les règles de pénitence, la réalisation des progrès spirituels, etc.
Mahâvîra a, en effet, toujours montré une attitude d'égalité entre les hommes et les femmes, que celles-ci soient épouses de rois, membres de l'aristocratie ou du peuple. De ce fait, nombreuses furent celles de la haute société qui saisirent l'occasion de réaliser leur salut, en entrant dans la voie jaïna comme nonnes (sâdhvi).
Il a été reconnu que l'ordre quadruple de Mahâvîra comportait: 14000 sâdhus, 36000 sâdhvis, 100000 shrâvaka (laïcs hommes) et 300000 shrâvikâ (laïques femmes), ce qui montre bien que l'élément féminin était largement majoritaire. C'est là un signe évident que les femmes ont été très ardentes à tirer profit de l'occasion qui leur était offerte.
Nombreuses furent celles de familles royales, proches parentes de Mahâvîra, qui rejoignirent son ordre ascétique. Par exemple, Chandanâ, Jydestâ, les deux jeunes sœurs de la reine Trishâla, la mère de Mahâvîra, et Yashasvatî, la femme de son oncle maternel, entrèrent dans son ordre. Chandanâ fut chargée de la direction des nonnes.
Ainsi, Mahâvîra réalisa l'émancipation des femmes indiennes en leur donnant, comme aux hommes, la possibilité d'atteindre le principal objectif de leur vie, c'est-à-dire la libération. Elles firent le meilleur usage de cette possibilité et furent nombreuses à se distinguer comme enseignantes et comme prédicatrices.

## Le développement de l'éducation des filles
L'indépendance religieuse accordée aux femmes eut des répercussions dans d'autres domaines, en Inde. L'égalité leur fut donnée, également, en matière d'éducation. Une grande importance fut attribuée à celle des filles dès Rshaba, le premier Tîrthankara. C'est ainsi que celui-ci dit à ces deux filles, Brâmi et Sundarî, que ce ne serait que lorsqu'elles auraient reçu une éducation que leur vie serait féconde et que « de même qu'un homme instruit est tenu en haute estime, par les personnes éduquées, de même une dame instruite occupe la position la plus élevée, dans le monde des femmes ».
Selon la tradition jaïna, les filles doivent apprendre soixante-quatre arts comprenant: la danse, la peinture, la musique, l'esthétique, la médecine, les sciences domestiques, etc. Du fait de cette recommandation, beaucoup de filles se consacrèrent à l'étude, pour devenir enseignantes, ou pour rester toute leur vie célibataire et poursuivre une carrière religieuse. On rapporte que Jayantî, la fille du roi Sahasrânîka de Kaushâmbî, resta célibataire par amour de la religion et de la philosophie. Lorsque Mahâvîra rendit visite, pour la première fois, à son père, elle parla avec lui de plusieurs sujets métaphysiques complexes et finalement se fit ascète.
Plus tard, les femmes jaïna non seulement reçurent une excellente éducation, mais elles se firent remarquer pour leurs œuvres littéraires. C'est ainsi que, comme les hommes, elles apportèrent leur contribution à la littérature kannada. Parmi elles, la plus célèbre est Kânti, qui, avec le grand poète Abhinava Pampa, fut une des perles qui orna la cour du roi Hoysala Balla I (1100-1106 apr. J.-C.) dans le Karnataka. Ce fut une brillante oratrice et une poétesse qui termina les poèmes inachevés de Pampa. De même, la dame jaïna Avvaiyâra, la « Vénérable Matrone », est l'un des poètes les plus admirés de langue tamoule.

## L'inculcation du principe de la confiance en soi
Une contribution vraiment révolutionnaire de Mahâvîra et des Âchârya jaïna a consisté à modifier complètement l'attitude des gens envers Dieu, et à inculquer la confiance en soi, dans leur esprit. La croyance qui prévalait, à l'époque, était que le monde avait été créé par Dieu et qu'il pouvait en contrôler tous les événements. Cela provoquait dans la peuple un sentiment de dépendance car, dans sa pensée, Dieu pouvait tout faire et tout défaire, selon son bon vouloir. Ce sentiment encourageait les gens à rechercher les moyens d'obtenir des faveurs, pour s'assurer le bonheur dans ce monde ou dans l'autre, et pour éviter sa colère qui pouvait causer de nombreuses difficultés dans la vie, et conduire au malheur éternel. Ainsi, les gens avaient une foi aveugle en ce Dieu tout-puissant et pratiquaient rites et rituels pour s'assurer ses grâces. Ces rites étaient si compliqués qu'ils nécessitaient le concours de prêtres qui étaient supposés en avoir une connaissance particulière, et être les seuls autorisés à les pratiquer comme il convenait.
Mahâvîra et les Âchârya jaïna s'attaquèrent vigoureusement à cette attitude de totale soumission à Dieu pour obtenir la libération. Ils affirmèrent que le monde est éternel, qu'il n'a pas été créé par Dieu et que ce qui arrive, ici-bas, n'est pas contrôlé par lui. Mahâvîra déclara avec force que rien, en ce monde, ne relève des faveurs de Dieu et que tout dépend des actions des gens. Il assura avec conviction que tout individu, quelle que soit sa classe, sa famille, ou sa position, avait le droit de réaliser son salut, en comptant sur lui seul, grâce à l'observation d'un code moral de conduite, et non par des moyens de rites, avec l'aide d'autres personnes. Pour cela, il définit la voie de la libération, constituée de la Foi juste, la Conduite juste et la Connaissance juste, et il invita tout un chacun à suivre cette voie, de sa propre initiative, et sans intermédiaire.
Il fit comprendre la théorie du karma, qui est basée sur le principe de la confiance en soi. Cette doctrine, nous l'avons vu, affirme que tout ce qui arrive dans ce monde est le résultat de causes antérieures, et que l'âme, qui est l'auteur des actions, doit en supporter, tôt ou tard, les conséquences. Il déclara qu'il n'y avait pas de salut possible, tant que l'âme n'avait pas parvenue à se débarrasser de celle existante, cela grâce à ses efforts personnels, sans attendre une aide quelconque d'un agent extérieur. Il assura qu'il ne servait à rien de demander le secours de Dieu, ou de son représentant, car ils n'avaient pas le pouvoir de modifier les conséquences des karma, ou de pardonner, ou d'éviter les conséquences des actions mauvaises.
Cette théorie du karma constitue une partie originale de l'idéologie jaïna. Mahâvîra a convaincu les gens de la nécessité de mettre en pratique cette doctrine et de baser toute leur vie sur elle. Il a ainsi affirmé que l'homme est l'architecte de son « destin » et qu'il n'y a pas de pouvoir extérieur susceptible d'agir, afin de modifier les conséquences bonnes ou mauvaises de ses actes. Il a assuré que la libération est accessible à tous et qu'il dépend entièrement de soi de suivre la voie qui y conduit. Il a ainsi inculqué aux gens un sentiment de confiance en eux, aux lieux et place d'une impression permanente de dépendance de Dieu. Ce changement fondamental a totalement modifié la vie des individus. À partir de ce moment, ils ont commencé à insister beaucoup plus sur l'aspect moral de leur conduite que sur les rites religieux.

## L'accent mis sur le principe «d'Ahimsa»
La contribution la plus caractéristique de Mahâvîra et des Âchârya jaïna réside dans le fort accent qu'ils ont mis sur l'observation de la non-violence envers les êtres vivants, cela par tout le monde, et de la façon la plus large possible. Cette non-violence (ahimsâ), dans son acception complète, a été prêchée par les vingt-trois Tîrthankara qui ont précédé Mahavîra. C'est, en fait, le fondement de la philosophie et des règles de conduite de la religion jaïna. Ce principe a été puissamment réaffirmé par Mahâvîra, car les pratiques violentes étaient effrénées, à son époque, sous différents prétextes.
Durant l'ancienne période védique, une très grande importance était attachée aux sacrifices, afin d'obtenir les faveurs de Dieu et de détourner sa colère. Ces sacrifices étaient très compliqués et très élaborés. Ils étaient accompagnés, la plupart du temps, d'abattage d'animaux, selon des pratiques violentes. Outre ces pratiques, les cérémonies comportaient la consommation ou l'offrande de viande aux dieux, par les fidèles.
Mahâvîra et les Âchârya jaïna s'élevèrent vigoureusement contre la consommation de viande et contre les rites sacrificiels, en prêchant le principe de non-violence envers les êtres vivants. Dans tous leurs enseignements, ils mirent l'accent sur l'ahimsâ parce que la non-violence est la conséquence logique de la croyance de base de la métaphysique jaïn que toutes les âmes ont une potentialité égale.
« Mahâvîra » déclara que, puisque personne n'aime souffrir, on ne doit pas faire aux autres ce que l'on ne souhaite pas qu'ils vous fassent et que, puisque tous les êtres vivants ont une âme, la non-violence doit être appliquée vis-à-vis de tous. Il expliqua ce principe, de façon systématique, et dans ces moindres détails, et il considéra la violence sous ses trois formes: (a) physique, c'est-à-dire les actions de tuer, de blesser et de provoquer une douleur corporelle, (b) verbale, c'est-à-dire: les paroles dures et brutales, (c) mentale: c'est-à-dire les mauvais sentiments envers les autres.
De plus, il expliqua que la violence, comme nous l'avons déjà dit, doit être évité personnellement, ou par l'intermédiaire d'autres, à qui elle est ordonnée ou autorisée. De même, dans les cinq grands vœux, il donna la première place à l'ahimsâ et il considéra que les autres étaient de simples détails de celui-ci.
Toutes les recommandations de la religion jaïna sur l'observance de la non-violence, dans les conditions ci-dessus exposées, eurent des effets considérables sur le plan social. La pratique de sacrifier des animaux tomba sensiblement en désuétude. De même, les mises à mort d'animaux par la chasse, par le sport, ou pour d'autres motifs, furent grandement réduites, ainsi que l'utilisation de viande dans l'alimentation. La pratique du régime végétarien fut adoptée par de larges fractions de la population, dans plusieurs régions en Inde. C'est la raison pour laquelle les États du Gujarat et du Karnataka, qui sont depuis l'origine des places fortes jaïna, sont essentiellement végétariens. À ce sujet, le docteur N.K. Dutt mentionne, dans son livre « Origine et croissance des castes en Inde », que « les sacrifices d'animaux étaient pratiqués, depuis si longtemps par les Âryens [:les envahisseurs qui ont imposé le système des castes, le védisme, aux populations locales dravidiennes qui pratiquaient sans doute déjà une forme de « pré hindouisme »: avec zoolâtrie, culte de la déesse-mère, d'un prototype du dieu Shiva, croyance en la réincarnation, au karma et culte des arbres et des fleuves], et les Veda qui rendaient les offrandes de viande obligatoires si respectés, que le processus de leur abolition, même concernant les vaches, fut très lent. Celui-ci affecta seulement une faible minorité du peuple, celle de formation intellectuelle, mais il n'aurait pas été obtenu du tout, si le jaïnisme et le bouddhisme n'avait pas submergé le pays et la masse de gens de leur doctrine de la non-violence et de l'inefficacité des rites sacrificiels ».
« Mahâvîra » a ainsi enseigné que tout être vivant a une sainteté et une dignité qui lui sont propres, et donc que l'on doit respecter, de la même façon que l'on exige que sa propre dignité le soit, par les autres. Il a également affirmé que la vie est sacrée, quelles que soient les espèces, les castes, les couleurs, les croyances, ou les nationalités. Sur cette base, il a défendu le principe du « Vivre et laisser vivre », Parasparopagraho Jivanam ou « Toutes les vies sont interdépendantes, et donc se doivent un mutuel respect » (cette devise est devenue celle des Jaïns, toutes tendances confondues). Il a convaincu les gens que la pratique de la non-violence est une vertu, à la fois individuelle et collective, et il a montré qu'elle est une force, de portée universelle.

## L'insistance sur la tolérance, religieuse, entre toutes les formes de pensées
L'insistance sur le principe de la tolérance religieuse est, aussi, une caractéristique de la contribution de Mahâvîra et des Âchârya jaïna. Lorsqu'il professa sa religion, il ne critiqua pas les autres et n'essaya pas de prouver qu'elles étaient fausses. Il propagea la doctrine de l'anekântavâda, qui montre qu'une chose peut être considérée avec des points de vue différents, et il conseilla aux gens de toujours la voir en tenant compte de ses aspects multiples, ce qui élargit évidemment la conception de sa nature.
Le principe d'anekantâvada a l'avantage de ne pas engendrer de sentiment d'hostilité ou de haine, vis-à-vis des pratiquants d'autres religions, en faisant prendre conscience qu'ils peuvent détenir, eux aussi, une part de vérité.
En défendant ce principe, Mahâvîra et les Âchârya jaïna insistèrent sur son application, également, aux activités intellectuelles et sociales. Ce principe a une portée précise sur la vie psychologique des hommes; il n'est pas limité à la résolution d'un simple problème ontologique. Il donne au philosophe la conviction que la vérité n'est pas le monopole de personne et il fustige l'intransigeance religieuse, en donnant au novice la vertu de tolérance, qui est un des aspects de la non-violence.
Le jaïnisme a toujours déclaré qu'il est faux, sinon dangereux, de prétendre que sa croyance est la seule à représenter la vérité. La tolérance est, par conséquent, l'une de ses caractéristiques. Les monarques et les généraux jaïna ont toujours été reconnus l'avoir pratiquée. L'histoire de l'Inde ne relate aucune persécution émanant des rois jaïna, même lorsque les ascètes et les laïcs souffraient, sous la coupe de fanatiques religieux d'autres religions.
En cela, le jaïnisme s'est forgée une réputation telle, que son influence sur la culture hindoue, au sujet de la tolérance, est remarquable.

## La volonté d'augmenter significativement le bien-être social
En insistant au maximum sur l'observation véritable de la non-violence, Mahâvîra et les Âchârya jaïna ont grandement accru ses implications. Ils ont constamment mis l'accent sur ses aspects positifs et négatifs et ils ont affirmé, avec vigueur, que ce concept ne devait pas être limité à l'un de ceux-ci. Ils ont considéré qu'il fallait, non seulement, s'abstenir de faire souffrir le moindre être vivant, mais encore, que l'on devait augmenter le bien-être de tous.
Les jaïns ont pour principe de se montrer heureux de la prospérité des autres, de manifester de l'intérêt positif pour ceux dans le besoin, et d'améliorer la condition misérable des êtres vivants, que ce soient aussi bien des insectes, des oiseaux, des animaux, que des hommes. Cet encouragement actif au bien-être social constitue l'apport le plus utile, et le plus remarquable, du jaïnisme à la culture indienne.
L'action humanitaire, destinée à soulager les misères des êtres vivants, est incluse dans le vœu de s'abstenir de biens terrestres (aparigraha). C'est le cinquième, que doit constamment mettre en pratique tout disciple jaïna. Il a, nous l'avons dit, pour finalité de limiter le besoin et le désir de biens de ce monde, et il est très important, car il vise indirectement la réalisation de l'égalité économique.
Ce vœu, nous l'avons vu, limite les possessions du laïc et l'oblige à employer ce qui excède le montant qu'il s'est fixé en œuvres charitables. Il évite l'accumulation de capitaux par les individus, et il permet d'améliorer le sort de ceux qui sont dans le besoin, sans considération de classe, ou de religion.
Depuis toujours, les jaïns ont fait de ce principe l'un des plus respectés, par eux. Ils l'ont étendu à la protection et au bien-être des insectes, des oiseaux, et de tous les animaux. C'est la raison pour laquelle ils ont créé des maisons de repos, des maisons de retraites pour les vieillards, des dispensaires et des établissements d'enseignement, en grand nombre. Ils ont construit des foyers d'hébergement (annachhatrâlaya) pour les pauvres, des maisons d'accueil (dharmashâlâ), sans loyer et sans charges, dans les villes importantes et les lieux de pèlerinage, et des dispensaires (ausadhâlaya) pour soigner gratuitement les malades. Outre cela, les jaïns ont créé des institutions particulières, connues sous le nom de pinjarâpola, pour protéger et pour soigner les animaux et les oiseaux vieux et malades. Lors des périodes exceptionnelles d'inondations et de famines, ces institutions exercent des activités pour la protection animale. On trouve très peu de villes ou villages, au Gujarat et au Râjasthân, où il n'en existe pas, sous une forme ou sous une autre.
Les jaïns ont également joué un grand rôle dans l'éducation des masses. Divers documents anciens rapportent que les ascètes ont beaucoup participé à l'instruction des enfants, notamment dans l'Andhra Pradesh, dans le Tamil Nadu, dans le Karnâtaka et dans le Mahârâshtra. Le Dr. A. S. Altekar fait observer, à ce sujet, dans son livre « Les Râstrakûta et leur temps » qu'avant de commencer l'étude de l'alphabet, les enfants doivent rendre hommage à Ganesh, en récitant la formule Shrî Ganeshâya namah, ce qui est normal dans la société hindoue, mais au Deccan, elle est suivie, encore aujourd'hui, de la formule jaïna Om namah siddham, ce qui montre que les gouvernants jaïna veillaient à l'éducation des masses et que les hindous ont continué à utiliser cette maxime, même après le déclin du jaïnisme.
De même, les jaïns continuent toujours la tradition des œuvres charitables, et des quatre formes de dons prescrits par la religion (chaturvidha-dâna) que sont la distribution de nourriture à ceux qui sont affamés ou pauvres, la protection de la vie des personnes en danger, la distribution de médicaments et la diffusion de l'instruction. Ainsi se perpétue, dans toutes les régions de l'Inde, l'héritage de Mahâvîra.
Du point de vue social, le vœu jaïna d'aparigraha a une grande valeur. Il inculque une attitude mentale particulière envers les biens matériels, il établit une véritable échelle de valeurs et donne une notion juste de la quantité de possessions individuelles. Il incite à ne pas trop s'attacher à ce que l'on a et à résister aux tentations terrestres. Il enseigne que, si l'on doit avoir des biens et des commodités pour faire face à ces besoins dans la vie, on ne doit pas perdre son esprit dans la poursuite des gains matériels, dans la cupidité, la vanité, la convoitise, etc.
Ainsi, tout en restant objectif, on constate que la fameuse « influence » des jaïns sur la société indienne a des fondements d'une grande noblesse, et pas seulement sur la réussite sociale de certains d'entre eux. Et si aujourd'hui le jaïnisme reste une religion minoritaire, beaucoup d'hindous ont été suffisamment influencés par cette façon d'être, par cette façon de faire de la non-violence l'idéal suprême, pour que la pensée strictement jaïne soit un « substrat » culturel affirmé, et confirmé, de l'Inde.